# Estádio da Luz

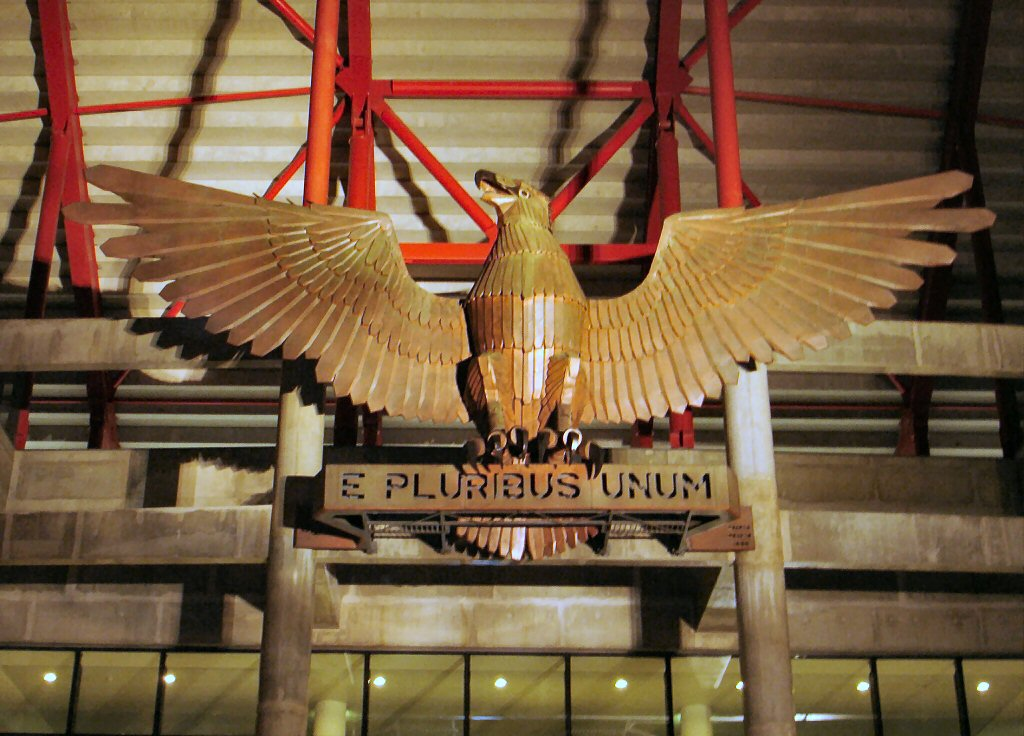
Simbolul echipei Benfica la intrarea pe Estádio da Luz

Estádio da Luz(pronunție în portugheză [(ɨ)ˈʃtadiu dɐ ˈluʒ]),(denumit oficial Estádio do Sport Lisboa e Benfica), frecvent tradus ca Stadionul Luminii, este un stadion din Lisabona pe care evoluează clubul portughez S.L. Benfica. Stadionul mai este numit și ”Catedrala” de către suporterii Benficăi. S-a deschis pe 25 octombrie 2003 cu un meci dintre Benfica și Club Nacional de Football, scor 2-1.

E un stadion de categoria 4 UEFA și al 21-lea stadion din Europa după mărime. Estádio da Luz a găzduit mai multe meciuri din Campionatul European de Fotbal 2004, inclusiv finala acestuia. El va mai găzdui și Finala Campionatului European de Fotbal 2004. Stadionul precedent al Benficăi, cu același nume ”Estádio da Luz”, având 120.000 de locuri a fost demolat în 2002, cel nou fiind construit în decurs de un an cu o capacitate oficială de 66.147 locuri. HOK Sport Venue Event (acum Populous) a proiectat stadionul să folosească pe cât mai mult posibil lumina naturală.

## Caracteristicile stadionului
Arhitectul Damon Lavelle a proiectat stadion ca să se concentreze pe lumina și transparență, oferind un stimulent pentru a denumi stadionul "Estádio da Luz", întrucât stadionul original avea același nume. Acoperișul stadionului fiind din policarbonat permite razelor de lumină ale soarelui să pătrundă înăuntru, iluminând stadionul. Acoperișul, care este susținut prin grinzi de legătură de patru arcuri de oțel, pare să plutească deasupra tribunelor care stau la bază. Arcada măsoară 43 de metri în înălțime și a ajută să se definească aspectul stadionului, după ce a fost modelată să fie similară cu profilul ondulat al celor trei niveluri de la stadion.

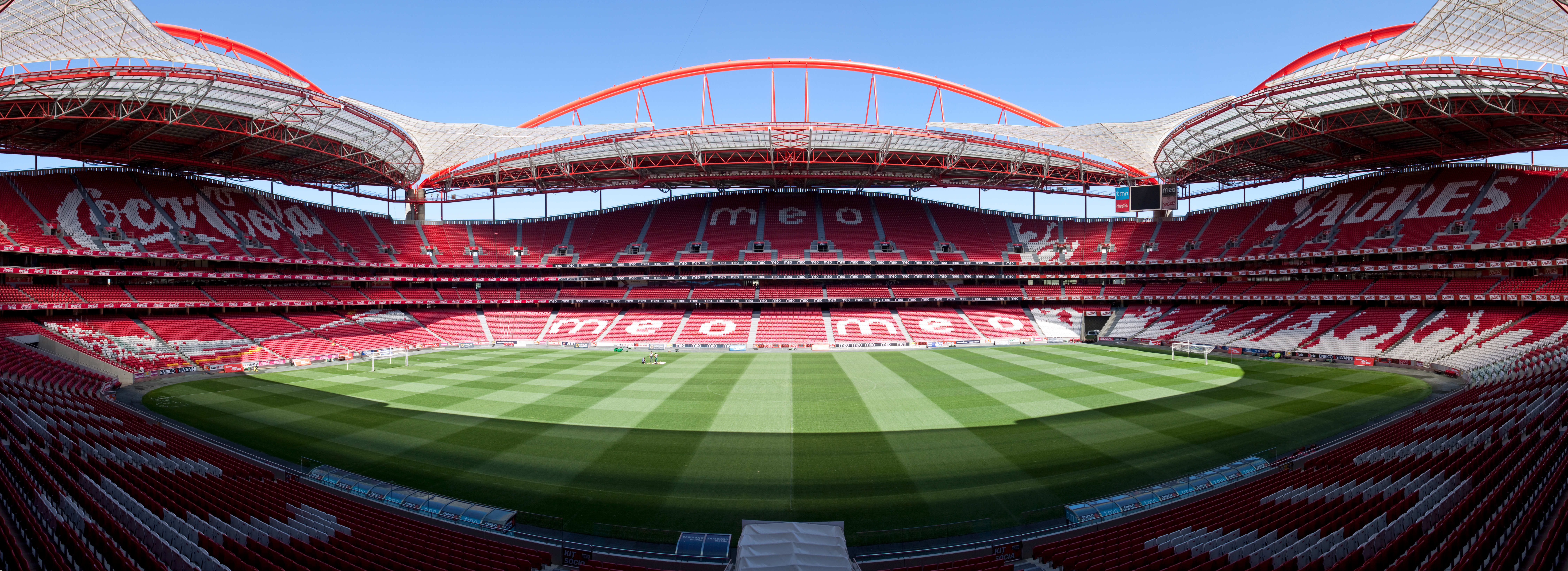
Panoramă

## Reîntoarcerea Benficăi
Imediat, Benfica a devenit mult mai convingătoare. În sezonul 2003-2004, Benfica a cucerit Taça de Portugal după ce a învins FC Porto în finala, cu scorul de 2-1. În sezonul 2004-2005, Estádio da Luz a fost locul întâlnirii pentru o victorie cu 1-0 în fața lui Sporting, înainte de un egal în deplasare 1-1 cu Boavista, care a pecetluit campionatul. În urma fluierului final, mii de fani au intrat pe terenul Estádio da Luz, pentru a sărbători titlul cu numărul 31. În sezonul 2009-2010, Benfica a învins FC Porto pe Estádio da Luz cu 1-0, este o victorie importantă pentru Benfica să câștige al 32-lea titlu stabilind un nou record portughez. 

## Meciuri faimoase și rezultate

### Meciul de deschidere
| Benfica            | 2 – 1  | Nacional de Montevideo |
| ------------------ | ------ | ---------------------- |
| Nuno Gomes 7', 47' | Raport | Mello 11'              |

În meciul de deschidere Benfica a bătut Nacional de Montevideo cu 2-1. Ambele goluri ale Benficăi fiind marcate de Nuno Gomes, devenind astfel primul marcator din istoria Estádio da Luz.

### UEFA Euro 2004 - Sferturi de finală
| Portugalia                                                                 | 2 – 2 (prelungiri) (d.p.) | Anglia                                                         |
| -------------------------------------------------------------------------- | ------------------------- | -------------------------------------------------------------- |
| Postiga 83' Rui Costa 110'                                                 | Raport                    | Owen 3' Lampard 115'                                           |
| Deco · Simão · Rui Costa · Cristiano Ronaldo · Maniche · Postiga · Ricardo | 6 – 5                     | Beckham · Owen · Lampard · Terry · Hargreaves · Cole · Vassell |

În primul sfert de finală dintre Anglia și Portugalia, englezii au deschis scorul după doar două minute de joc prin Michael Owen. Pressingul și atacurile constante ale Portugaliei au dus la egalare în minutul 83 al jocului, marcatorul fiind Hélder Postiga. Un incident controversat a avut loc în prelungiri când șutul lui Michael Owen nimerește în transversala portugheză, după care Sol Campbell reia cu capul din apropiere și părea că Anglia conduce din nou, dar lovitura sa de cap a fost în afara regulilor fapt pentru care arbitrul Urs Meier a acordat fault asupra portarului portughez Ricardo Pereira. În prelungiri părțile au făcut schimb de goluri, trimițând astfel meciul spre seria loviturilor de departajare unde Portugalia a câștigat cu 6–5; portarul Portugaliei Ricardo a salvat un penalty (fără mănuși) de la Darius Vassell după care a marcat golul victoriei.

### UEFA Euro 2004 - Finala
| Portugalia | 0 – 1  | Grecia         |
| ---------- | ------ | -------------- |
|            | Raport | Charisteas 57' |

Gazda Portugalia începe meciul ca favorit clar, însă Grecia va fi cea care va ieși glorioasă. Angelos Charisteas a marcat cu capul în a doua repriză și grecii obțin o victorie șoc.

### Liga Campionilor 2005–2006 - Faza grupelor
| Benfica               | 2 – 1  | Manchester United |
| --------------------- | ------ | ----------------- |
| Geovanni 16' Beto 34' | Raport | Scholes 6'        |

Benfica a intrat în meciul final al fazei grupelor Ligii Campionilor având nevoie de o victorie contra favoritei grupei Manchester United. Anterior Benfica nu a bătut nici o dată Manchesterul, nici măcar pe timpurile lui Eusébio. Șansele Benficăi să acceadă în faza următoare a Ligii Campionilor par spulberate după ce Paul Scholes o duce pe Manchester United în avantaj după 6 minute. Dar golurile lui Geovanni și un șut deviat de la Beto o fac pe Benfica să obțină o victorie glorioasă.

### Liga Campionilor 2005–2006 - prima rundă eliminatorie
| Benfica    | 1 – 0  | Liverpool |
| ---------- | ------ | --------- |
| Luisão 84' | Raport |           |

Fundașul central al Benficăi, Luisão, înscrie surprinzător cu capul în minutul 84 aducând victoria pentru Benfica cu 1–0. Benfica a câștigat apoi și manșa retur cu 2–0, obținând un scor general uimitor și victorios.

### UEFA Europa League 2009-2010  - Grupa I
| Benfica                                            | 5 - 0  | Everton |
| -------------------------------------------------- | ------ | ------- |
| Saviola 14', 83' Óscar Cardozo 47', 48' Luisão 52' | Raport |         |

O performanță excelentă pentru Benfica văzând cum ei bat pe Everton - echipă căreia părea că-i lipsesc toți cei 11 jucători, portarul Júlio César Jacobi nu a avut nici o intervenție, făcând acea seară pentru echipa lui Jorge Jesus să primească cea mai mare înfrângere a lor în competițiile europene. Benfica a triumfat cu 2-0 și pe Goodison Park în a doua lor întâlnire cu două săptămâni mai târziu.

### UEFA Europa League 2012–2013 - Semifinale
| Benfica                          | 3 – 1  | Fenerbahçe    |
| -------------------------------- | ------ | ------------- |
| Gaitán 9' Óscar Cardozo 35', 66' | Raport | Dirk Kuyt 23' |

După înfrângerea în deplasare cu 0–1 contra celor lui Fenerbahçe în prima manșă a semifinalelor UEFA Europa League 2012-2013, Benfica a câștigat manșa retur cu 3–1 (3–2 scorul la general) învingând Fenerbahçe cu un gol al lui Gaitán și altele două de la Óscar Cardozo care au dus Benfica în cea de a noua sa finală europeană pe Amsterdam Arena, după 23 de ani, contra lui Chelsea, câștigătoarea Ligii Campionilor 2012, dar Londonezii s-au impus cu 2-1 la Amsterdam printr-un gol tardiv cu capul al lui Branislav Ivanovic.

## Echipa națională de fotbal a Portugaliei
Următoarele meciuri ale naționalei Portugaliei s-au disputat pe acest stadion.
| #   | Data              | Scor | Adversar              | Competiție                                                             |
| --- | ----------------- | ---- | --------------------- | ---------------------------------------------------------------------- |
| 1.  | 16 iunie 2004     | 2–0  | Rusia                 | Campionatul European de Fotbal 2004 Grupa A                            |
| 2.  | 24 iunie 2004     | 2–2  | Anglia                | Campionatul European de Fotbal 2004 Sferturi de finală                 |
| 3.  | 4 iulie 2004      | 0–1  | Grecia                | Campionatul European de Fotbal 2004 Finala                             |
| 4.  | 4 iunie 2005      | 2–0  | Slovacia              | Calificările pentru Campionatul Mondial de Fotbal 2006                 |
| 5.  | 8 septembrie 2007 | 2–2  | Polonia               | Campionatul European de Fotbal 2008 calificări                         |
| 6.  | 10 October 2009   | 3–0  | Ungaria               | Calificările pentru Campionatul Mondial de Fotbal 2010 (UEFA)          |
| 7.  | 14 noiembrie 2009 | 1–0  | Bosnia și Herțegovina | Calificările pentru Campionatul Mondial de Fotbal 2010 (UEFA) play-off |
| 8.  | 17 noiembrie 2010 | 4–0  | Spania                | Amical                                                                 |
| 9.  | 4 iunie 2011      | 1–0  | Norvegia              | Campionatul European de Fotbal 2012 calificări                         |
| 10. | 15 noiembrie 2011 | 6–2  | Bosnia și Herțegovina | Campionatul European de Fotbal 2012 play-off                           |
| 11. | 2 iunie 2012      | 1–3  | Turcia                | Amical                                                                 |
| 12. | 7 iunie 2013      | 1–0  | Rusia                 | Calificările pentru Campionatul Mondial de Fotbal 2014 (UEFA)          |